# بلوط آثرتون
بلوط آثرتون(نام علمی: Athertonia diversifolia) نام یک گونه از سرده آثرتونیا است.